# ブエノスアイレスの鉄道

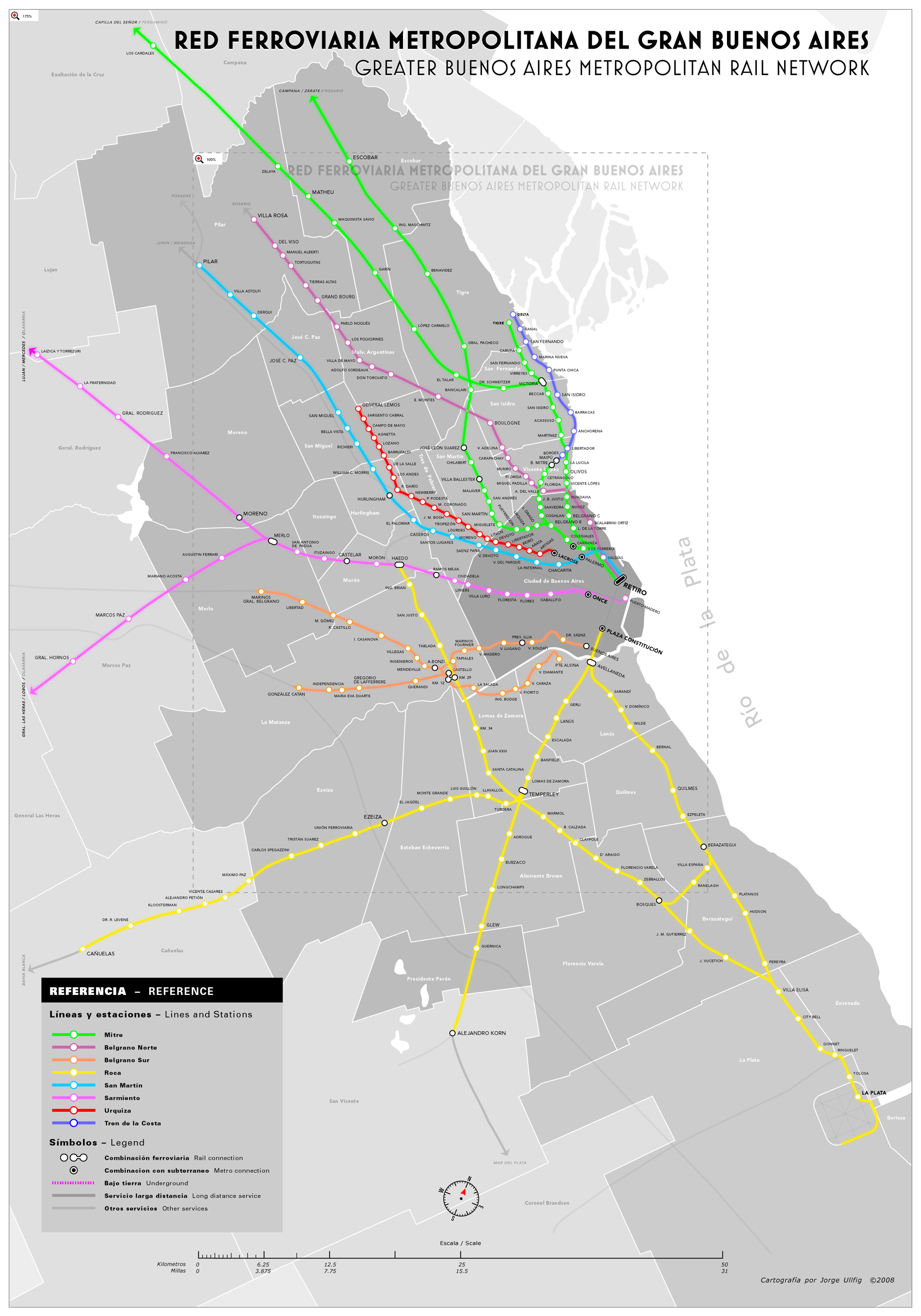
ブエノスアイレスの近郊鉄道路線図

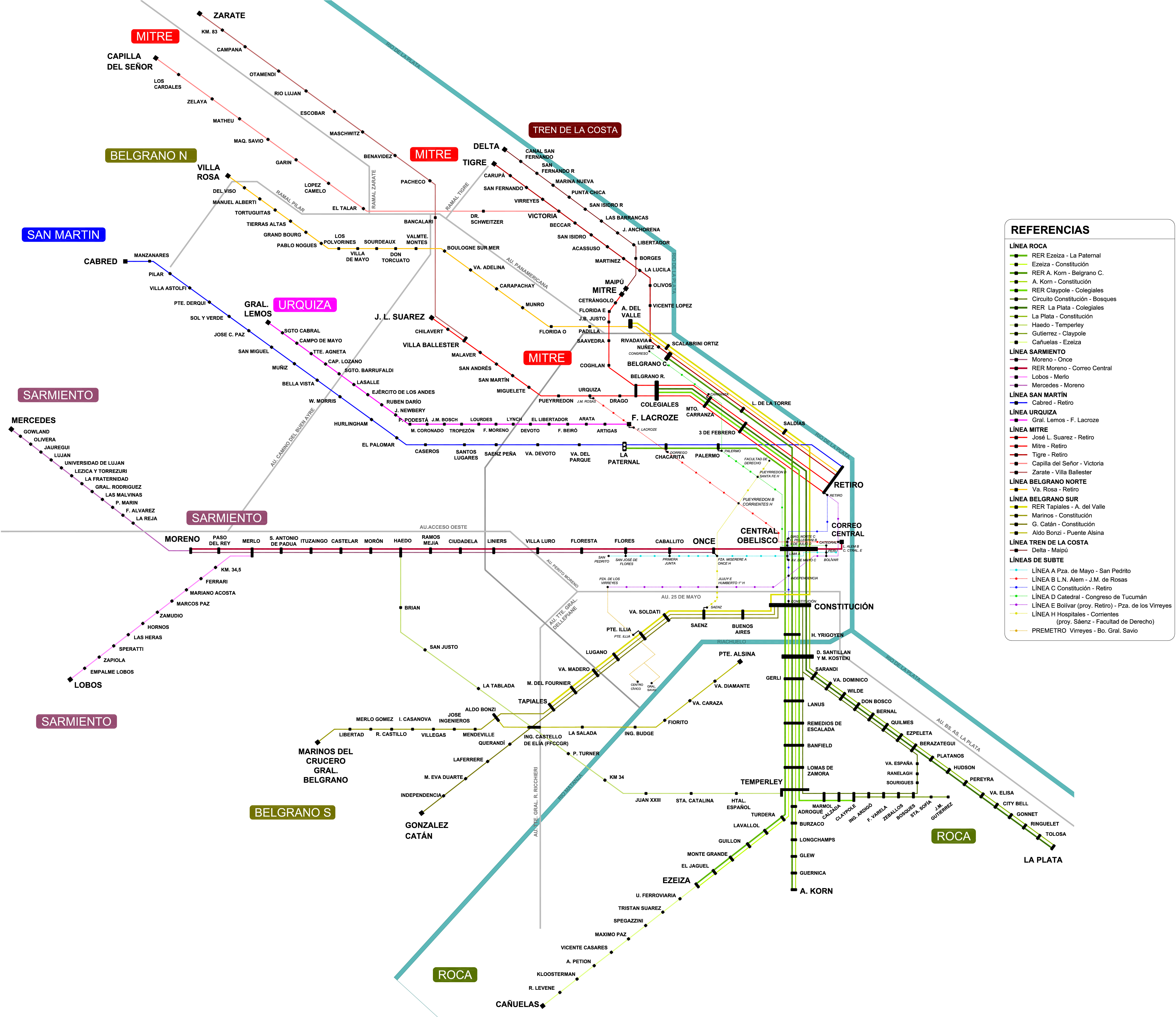
ブエノスアイレスRER計画路線図

ブエノスアイレスの鉄道（ブエノスアイレスのてつどう）では、アルゼンチンの首都ブエノスアイレスで運行されている鉄道路線についてを記述する。同じ路線で運行されている中・長距離列車と貨物列車についてはアルゼンチンの鉄道も、同市内で運行されている地下鉄についてはブエノスアイレス地下鉄を参照。

## 概要
1948年、当時同国の大統領であったフアン・ペロンによる経済計画の一環として、同国内の私有・州有鉄道がすべて国有化されたが、国家財政の悪化により設備の維持が困難となり、1991年に鉄道労働組合の大きなストライキが発生したことを受けて順次再民営・州営化が始まり、1997年にすべて完了した。その民営化後、2007年までブエノスアイレスの近郊鉄道は
- ウルキサ線とブエノスアイレス地下鉄を担当するメトロビアス（Metrovias）

メトロビアスのロゴマーク

- ベルグラーノ北線を担当するフェロビアス（Ferrovias）

フェロビアスのロゴマーク

- サン・マルティン線とロカ線とベルグラーノ南線を担当するメトロポリターノ（METROPOLITANO - Transportes Metropolitano San Martin/Roca/Belgrano Sur,TMS/TMR/TMB）

メトロポリターノのロゴマーク

- サルミエント線とミトレ線及び一部の長距離列車を担当するTBA（TRENES DE BUENOS AIRES）

TBAのロゴマーク

の4つの事業者によって運営されていたが、このうちのメトロポリターノは運営や管理体制に大きな問題があり、一部の利用者による列車への投石や駅の放火などの大規模な抗議が発生したことを受け、2004年から2007年にかけて国は同社のコンセッションを路線ごとに順序終了させ、代わりに他3社と国による合弁組織であるUGOFE（緊急鉄道運用管理組織）を結成、この3路線の運営を引き継いだ。
一方でTBAは2000年代後発になると主力として活躍していた日本製のToshiba (サルミエント線・ミトレ線用電車)及び踏切や線路などの鉄道インフラの整備不良と老朽化により、重大事故である2011年フローレス駅列車衝突と2012年ブエノスアイレス鉄道惨事が発生し、こちらもコンセッションが終了し、UGOMS（Unidad de Operativa Mitre Sarmiento、ミトレ・サルミエント運用管理組織）という組織に暫定的に運営を移管させたあと、"Transporte Pubrico"（公共交通機関）というブランドのもと、
2014年にロカ線とベルグラーノ南線をArgentren（アルヘントレン）、ミトレ線とサンマルティン線をCorredores Ferroviarios（鉄道運行株式会社）へ移管させた。サルミエント線は一足早く再国有化された。
翌2015年にはそれらの企業が運用していた4路線も再国有化され経営が健全なメトロビアスのウルキサ線とフェロビアスのベルグラーノ北線以外の全近郊路線で再国有化された新アルゼンチン国鉄の旅客部門であるOperadora Ferroviaria Sociedad del Estado（SOFSE）（通称:Trenes Argentinos）が運行するようになった。
市内・郊外両路線を含んだ全路線の総延長は813km、295駅、7主要路線におよび、毎年4億4500万人の旅客を輸送し南北アメリカ大陸ではニューヨークに次ぐ第二の都市鉄道網を誇っている。
国営化したことで民営化時代にはあまり出来なかったアルゼンチン政府による積極的な投資が可能となり、新車両の導入、新駅の新設、駅施設の改築、安全設備の近代化、治安向上のためのセキュリティ強化等のプロジェクトが進行中である。
多くの路線で電化が行われており、ロカ線など日本政府も協力して電化を進めた。現在もロカ線の非電化区間やサン・マルティン線などで電化事業が進められている。
- ベルグラーノ南北線はメーターゲージ（1,000mm ）の狭軌
- ウルキサ線は標準軌（1,435 mm）
- その他の路線は広軌（1,676 mm）である。

車両についてはSOFSEは主に中国から沢山の新型車両を安く購入しているが、自国製造の車両も多数登場している。
- 中国中車で製造されたディーゼル機関車CSR SDD7と大連機車車輛で製造された客車（U.5000）がサン・マルティン線に導入されている。
- アルゼンチンのMaterfer社による快適な設備のCMM 400-2形気動車がミトレ線の非電化区間に導入されている。
- ミトレ線とサルミエント線では日本製の老朽化した"Toshiba"電車が中国南車（現中国中車）製の新型車CSR EMU（"Chino"/"CSR-Mitsubishi"）に置き換えられた。この新型電車はロカ線でも活躍している。
- ベルグラーノ南線では中国製の車両（3両編成のユニット式電気式気動車）が活躍している。
- メトロビアスのウルキサ線では現在も民営化前からの日本製"Toshiba"電車が運行されている。
- フェロビアスのベルグラノ北線ではMaterferまたは親会社のEmepaで改良した近代的な客車が普通（各駅停車）の運用で、またEmepaが製造した新型気動車"Alerce"が急行の運用で使用されている。
- SOFSEでは民営会社及びUGOFE・SOFSE発足当時の時代、1994年から2011年にかけてスペイン・ポルトガル・オランダから輸入した中古のディーゼル機関車、客車、気動車、電車も保有しているが、中古車両であり老朽化が進んでいる車両が多く、あまり使用されていない。

前ブエノスアイレス市長で第57代大統領となったマウリシオ・マクリが中心となってパリのRERをモデルとしたPER計画が進められており、都心部を16kmの地下トンネルを建設して相互乗り入れを行う計画となっている。
| 路線               | 運営                          | 総延長 (km) | 駅数 | 年間利用客数（2014年） |
| ------------------ | ----------------------------- | ----------- | ---- | ---------------------- |
| ロカ線             | アルゼンチン国鉄              | 237,2       | 70   | 115,032,946            |
| サルミエント線     | アルゼンチン国鉄              | 184,1       | 40   | 39,663,847             |
| サン・マルティン線 | アルゼンチン国鉄              | 56,3        | 19   | 39,239,510             |
| ベルグラーノ北線   | フェロビアス アルゼンチン国鉄 | 54,3        | 22   | 28,876,619             |
| ミトレ線           | アルゼンチン国鉄              | 185,5       | 55   | 18,330,512             |
| ウルキサ線         | メトロビアス                  | 29,9        | 23   | 12,585,106             |
| ベルグラーノ南線   | アルゼンチン国鉄              | 66,3        | 30   | 10,974,454             |
| 合計:              | 合計:                         | 813         | 259  | 264,702,994            |

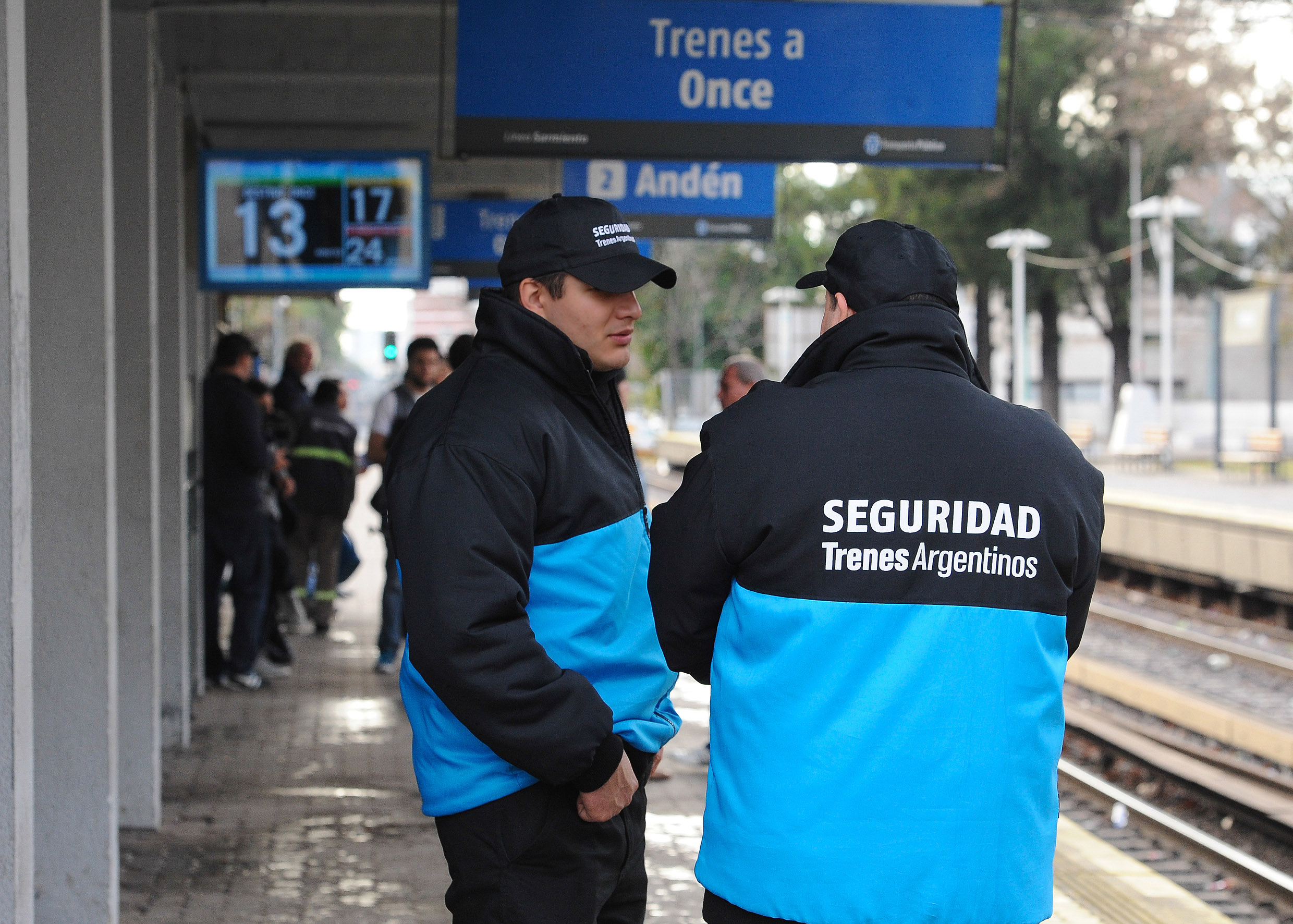
駅の警備員
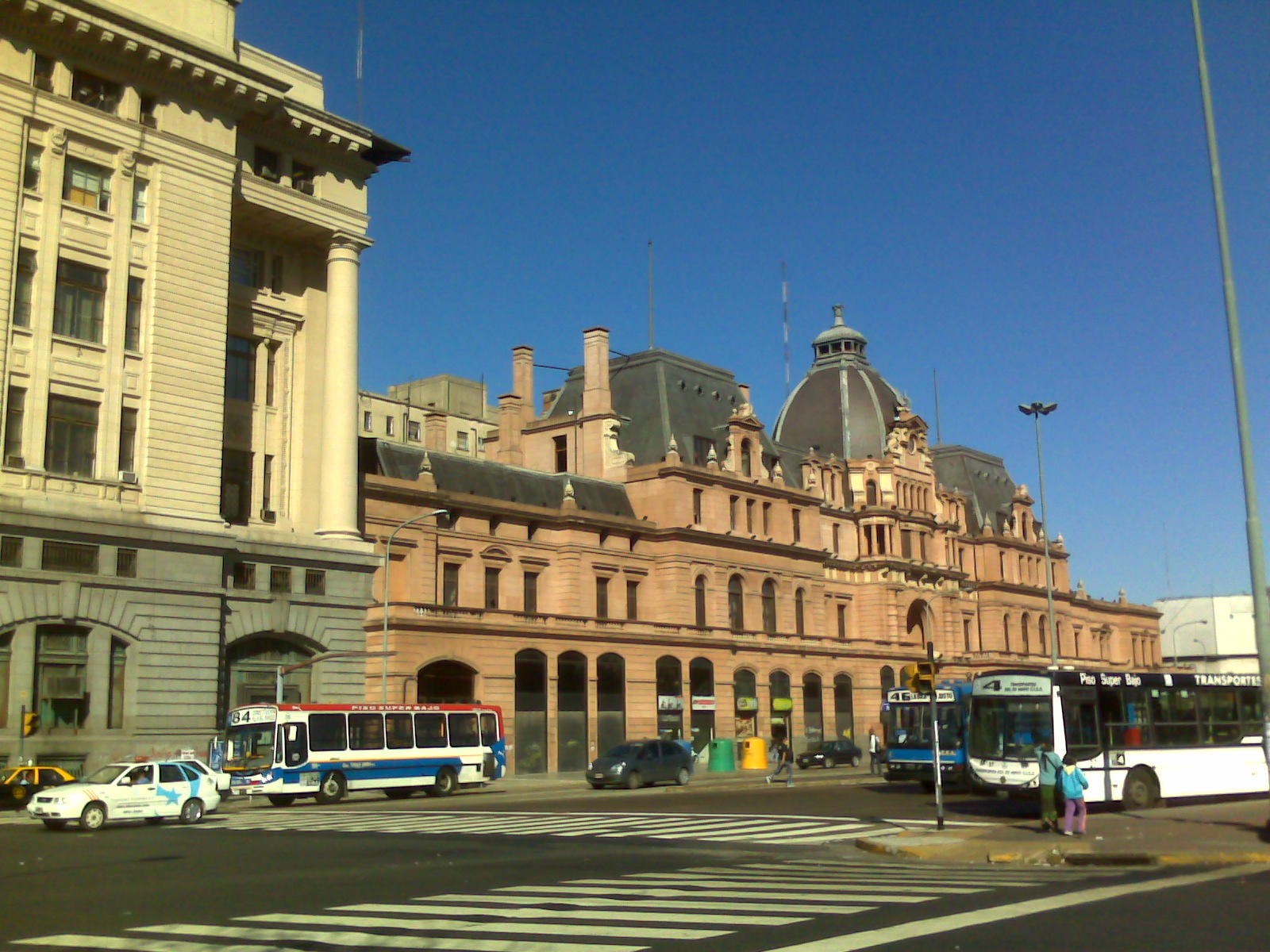
プラサ・コンスティトゥシオン駅
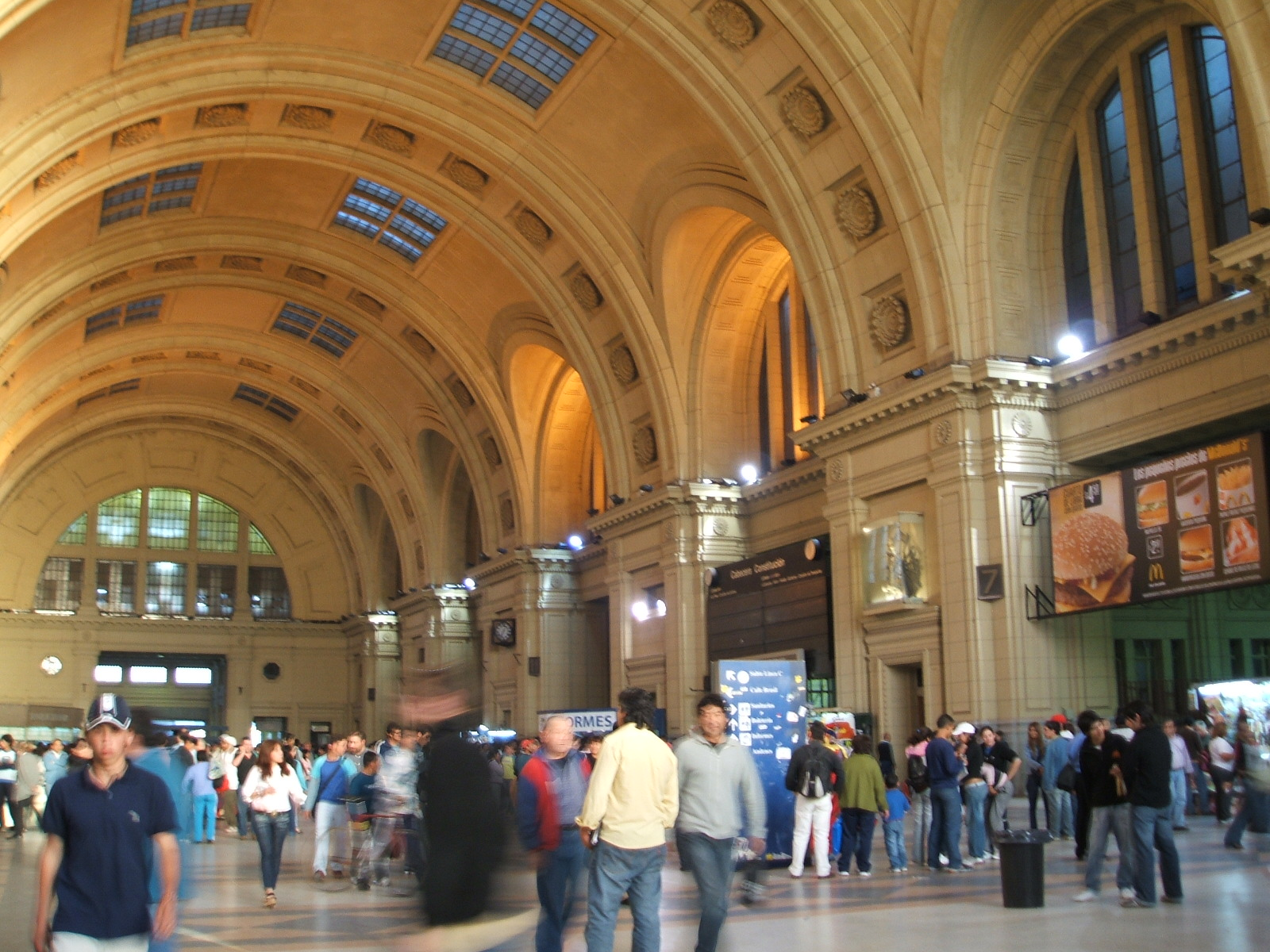
プラサ・コンスティトゥシオン駅構内
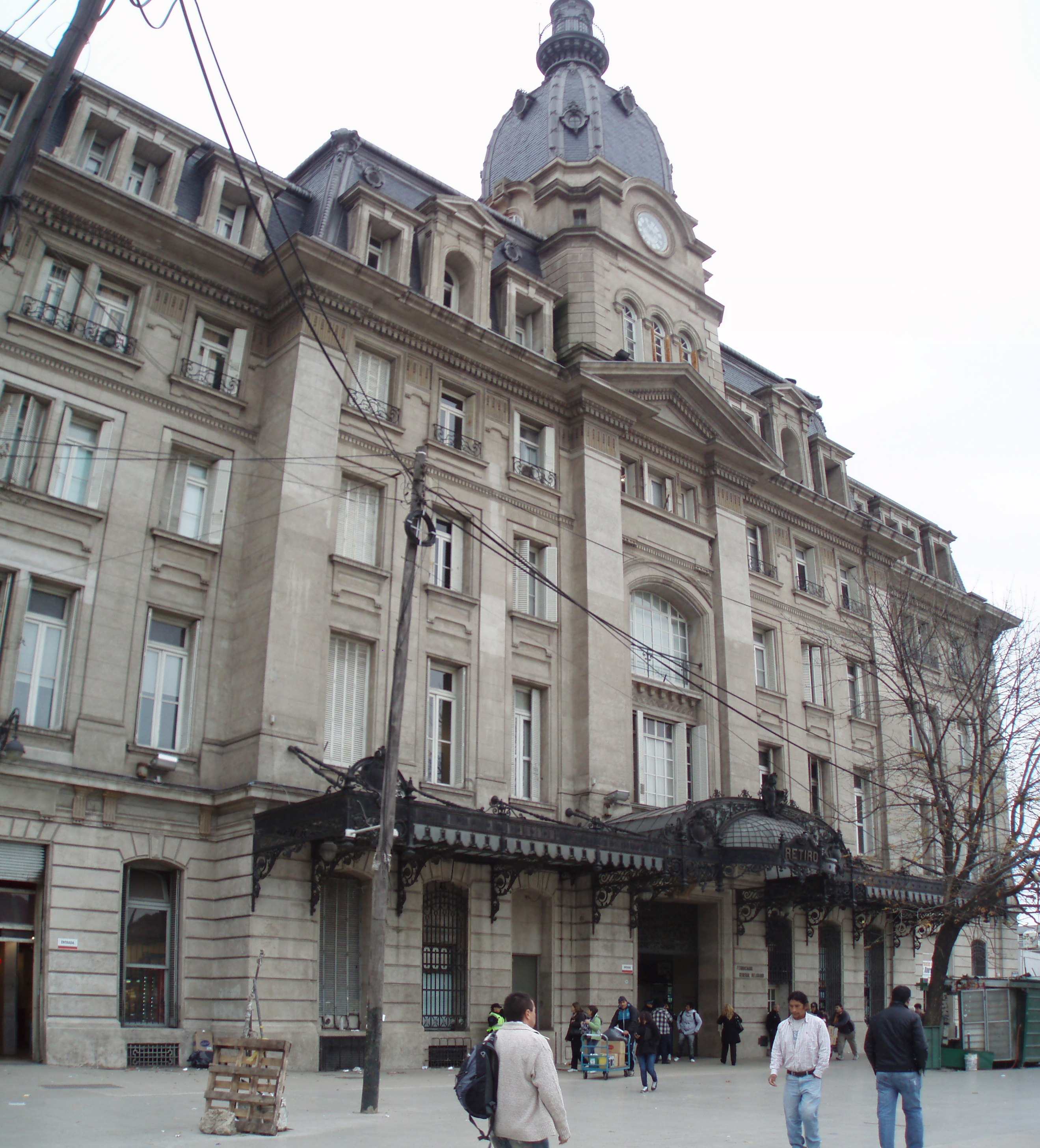
レティーロ・ベルグラーノ駅

## ベルグラーノ北線

### 概要
ベルグラーノ北線はレティーロ（ベルグラーノ）駅とビシャローザ駅を結ぶ総延長55 km・1,000 mmの非電化路線であり、民営のフェロビアスが運行。
2015年、アルゼンチン国鉄により、同国製の新しい気動車、Emepa Alerceが投入され、朝晩を中心にレティーロ（ベルグラーノ）駅とデル・ヴィゾ駅の間において、途中二つの駅のみ停車する急行列車の運行を開始したが、利用率や車両の脱線事故などが影響したとみられ、2018年より運行を休止している。
フェロビアスによる運行は終日、各駅停車のみ。ブエノスアイレス大学に隣接したブエノスアイレス都市大学駅など新駅の設置や、プラットホームの嵩上げなどの近代化が行われている。

### 運行形態

#### フェロビアス
- レティーロ（ベルグラーノ） - ビシャローザ
  - 非電化・機関車+客車で運行

#### アルゼンチン国鉄
- レティーロ（ベルグラーノ） - デル・ヴィゾ（運休中）
  - 非電化・気動車で運行（急行）

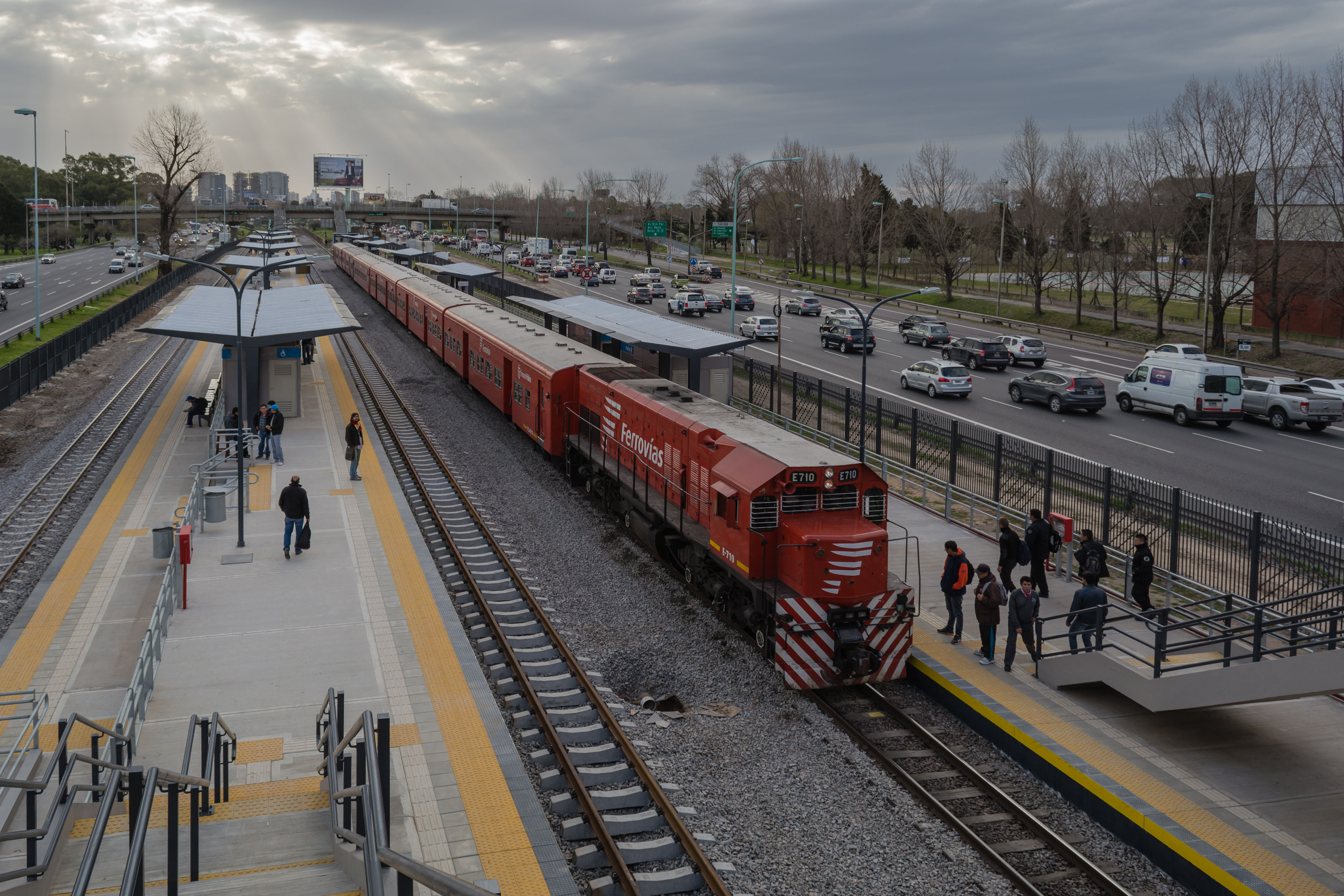
ブエノスアイレス都市大学駅に停車中のフェロビアスの客車列車
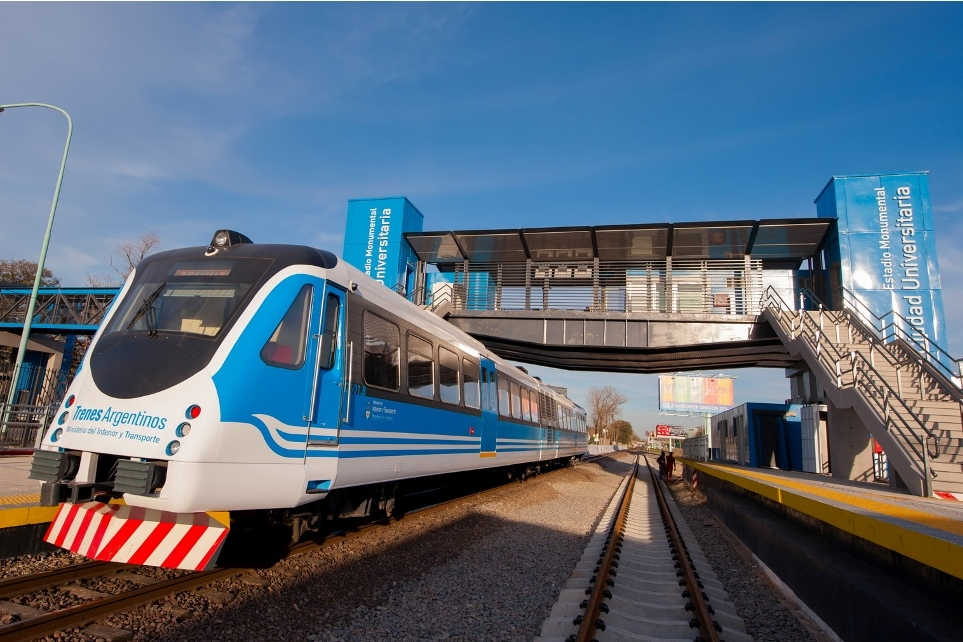
アルゼンチン製の気動車 Emepa Alerce

## ベルグラーノ南線

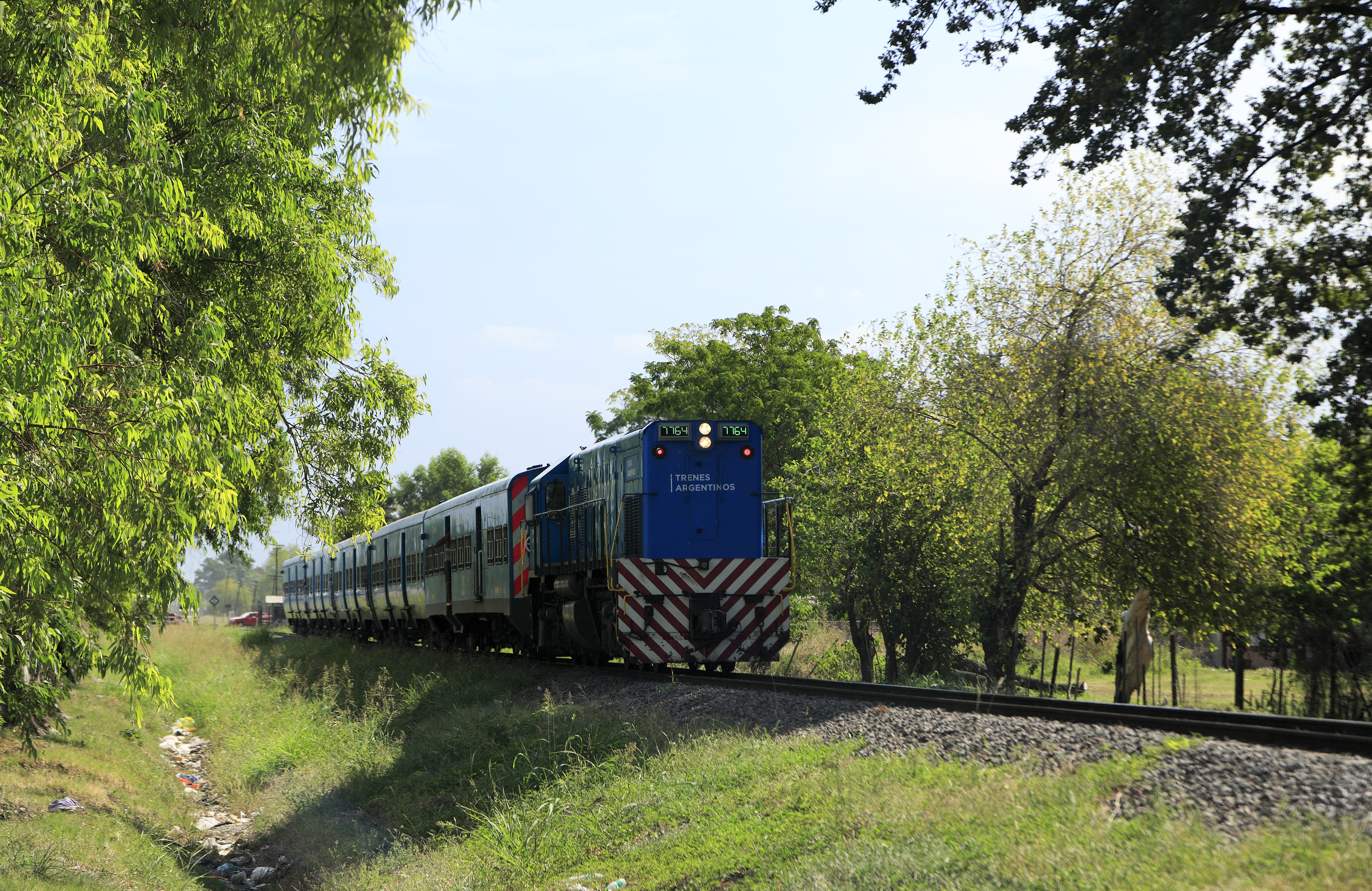
機関車と客車の編成

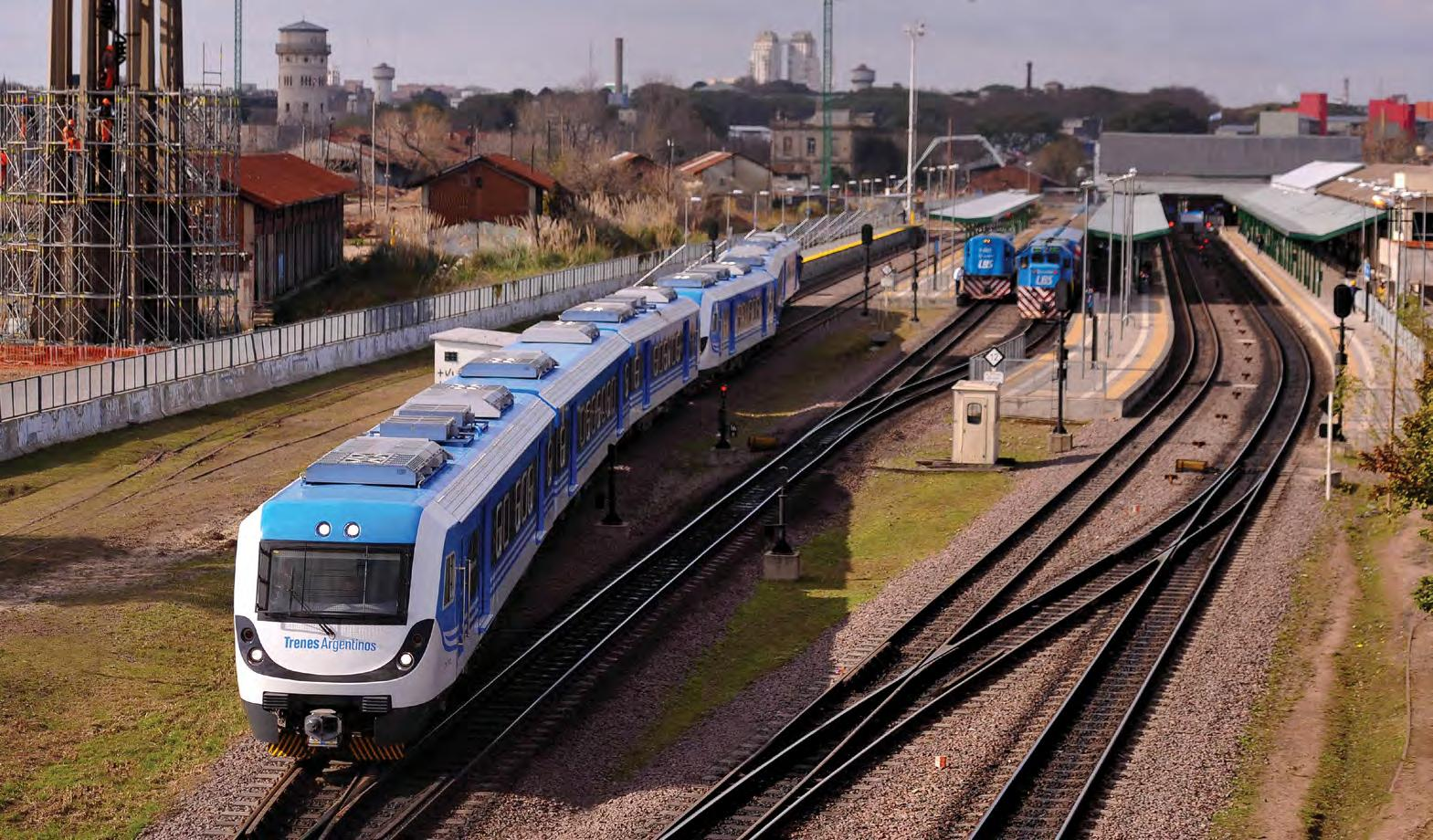
ブエノスアイレス駅を出発する中国製気動車

ベルグラーノ南線は1,000mmの非電化路線であり、新アルゼンチン国鉄が2015年に中国の大連機車車輛から購入した気動車及びディーゼル機関車と客車の編成によって、ブエノスアイレス駅と6月20日駅およびマリノス・デル・ベルグラーノ駅の間の2系統及びアルシナ橋駅とアルド・ボンスィ駅の間の1系統の計3系統が運行され、新駅の設置や一部区間の高架化工事などの近代化が行われている。ターミナル駅が都心部から離れているため近郊鉄道の中では利用客数は最も少ない。2019年現在は線路の改良工事に伴いブエノスアイレス駅と隣のDr・アントニオ・サエンス駅の間は運休しており、上記2系統の列車は全てDr・アントニオ・サエンス駅発着となっている。

### 運行形態
- ブエノスアイレス - Dr・アントニオ・サエンス - ゴンザレス・カタン - 6月20日(20 de Junio)[3]
  - 非電化・気動車及び機関車+客車で運行
- ブエノスアイレス - Dr・アントニオ・サエンス - タピアレス - マリノス・デル・ベルグラーノ[3]
  - 非電化・気動車及び機関車+客車で運行
- アルシナ橋 - アルド・ボンスィ[4]
  - 非電化・気動車及び機関車+客車で運行

## ミトレ線

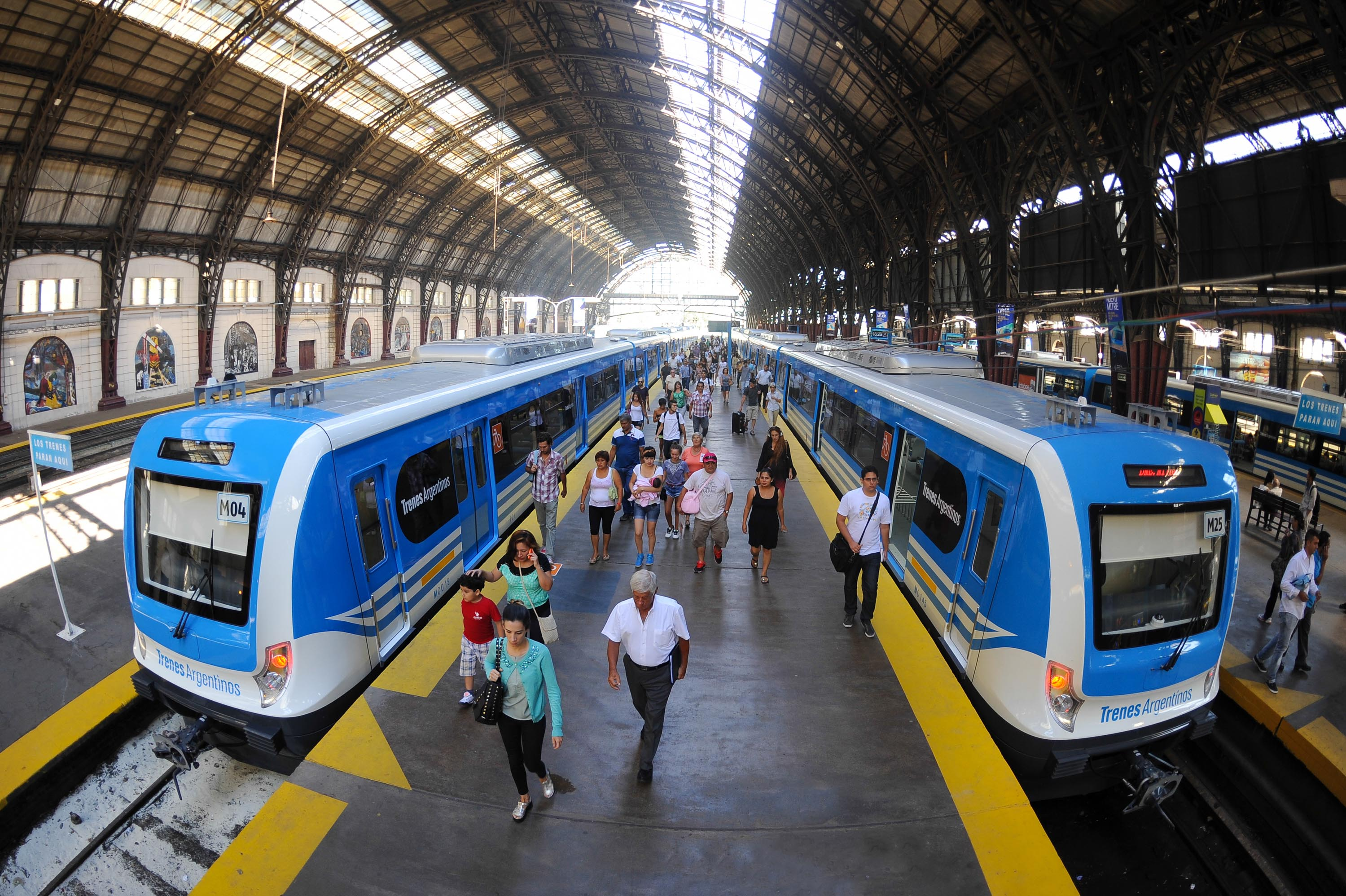
レティーロ駅に停車中の中国製電車

ミトレ線はレティーロ駅を拠点とする電化3系統と、途中駅を拠点とする非電化2系統の計5系統に分かれている。

### 運行形態
- レティーロ・ミトレ - ビクトリア - ティグレ[5]
  - 直流電化・電車で運行
- レティーロ・ミトレ - バルトロメ・ミトレ[6]
  - 直流電化・電車で運行、バルトロメ・ミトレ - ティグレ間も存在したが上記路線と並行となることより一旦廃止されたあと、トレン・デ・ラ・コスタとして復活
- レティーロ・ミトレ - ホセ・レオン・スアレス[6]
  - 直流電化・電車で運行
- ビシャ・バシェステル - サラテ[7]
  - 非電化・気動車及び機関車+客車で運行
- ビクトリア - カピシャ・デル・セニョール[8]
  - 非電化・気動車及び機関車+客車で運行

## サン・マルティン線
サン・マルティン線はレティーロ駅（サン・マルティン）とDr・ドミンゴ・カブレド駅を結ぶ72.5kmの非電化路線。中国南車及び大連機車車輛製の新車両投入と駅施設等の改築や一部区間の高架化等が進められている。1980年代にソビエト連邦の技術支援により計画されたものの実現しなかった電化工事（全区間）が計画されている。

### 運行形態
- レティーロ - ピラール - Dr・ドミンゴ・カブレド[9]

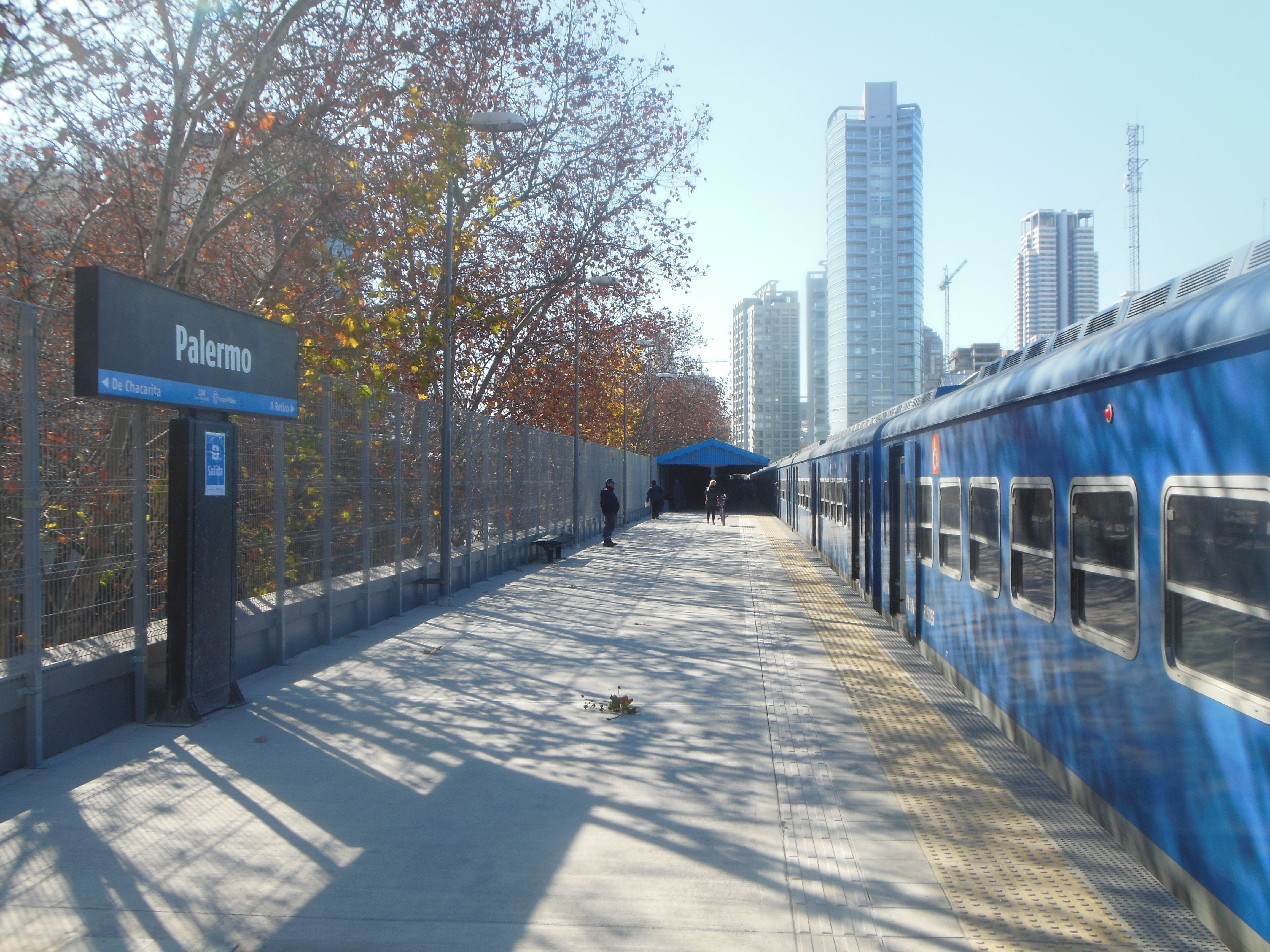
政府により改築されたサン・マルティン線のパレルモ駅と中国製の客車

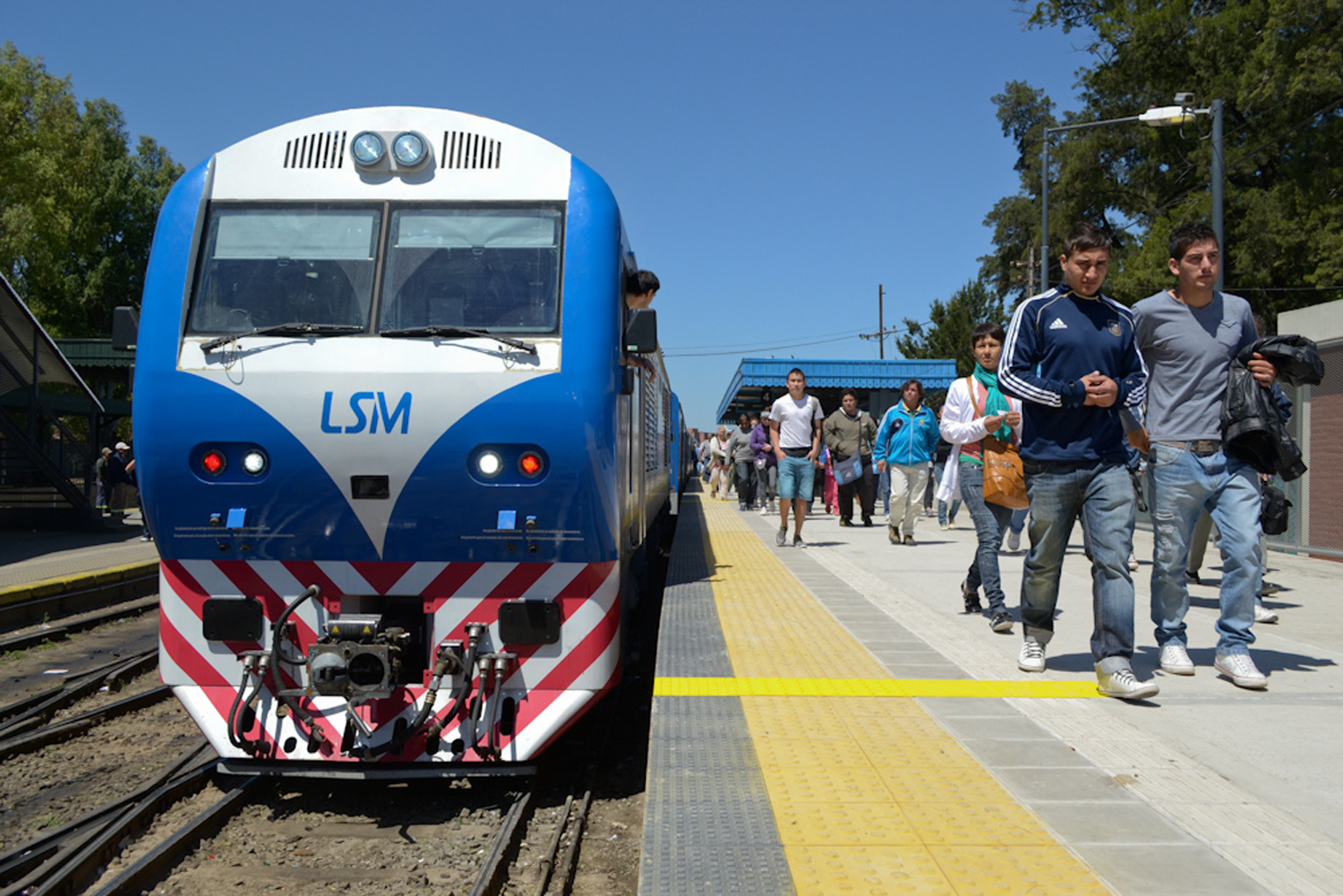
サン・マルティン線で活躍する中国製ディーゼル機関車CSR SDD7

サン・マルティン線の路線図

  - 非電化・機関車+客車で運行

## サルミエント線
サルミエント線は総延長174km。オンセ - モレーノ及びプラサ・ミゼレレ - カバシート間が電化、プエルトマデロ - カバシート、モレーノ - メルセデス、メルロ - ロボス間が非電化となっている。踏切が多く、周辺道路の渋滞を発生させているカバシート - モレーノ間の33km区間の地下化が進められている。

### 運行形態
- オンセ/プラサ・ミゼレレ - カステラール - メルロ - モレーノ[10]
  - 直流電化・電車で運行（プラサ・ミゼレレ発着の列車は運休中）
- モレーノ - ルハン - メルセデス[11]
  - 非電化・機関車+客車で運行
- メルロ - ラス・エラス - ロボス[12]
  - 非電化・機関車+客車で運行
- プエルト・マデロ - カバシート - メルロ

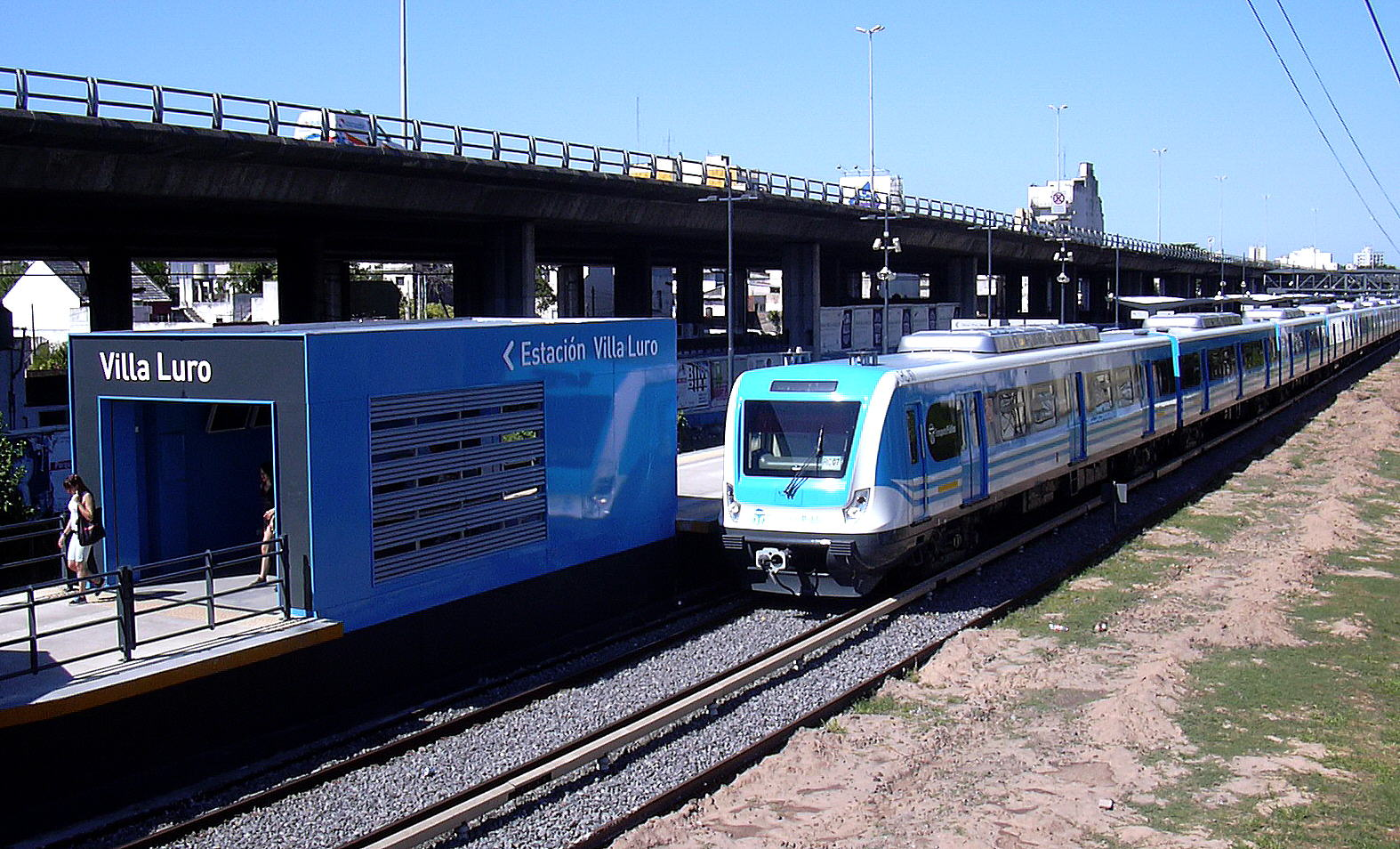
新しい中国製の電車

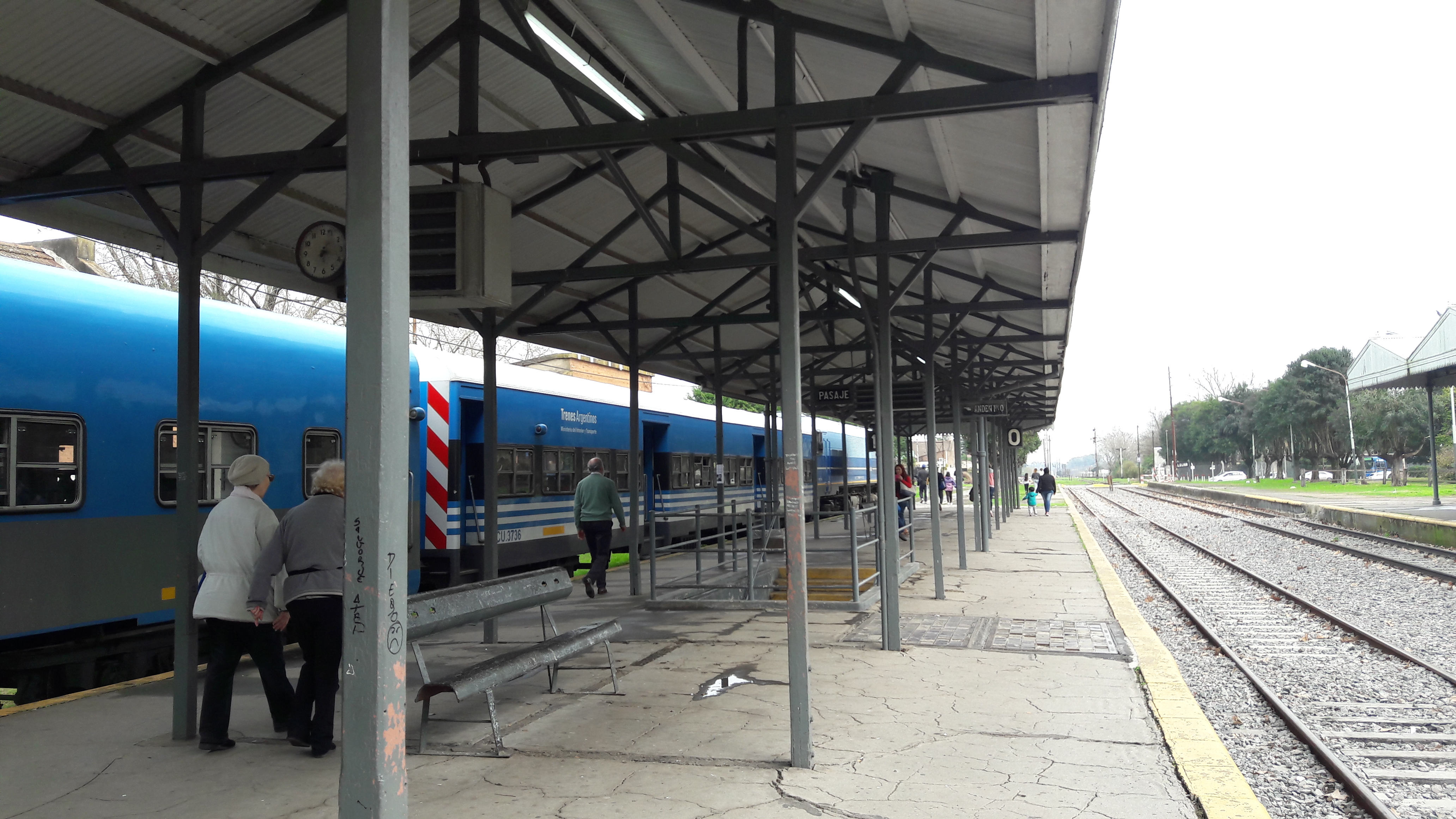
非電化区間で運行されている機関車と客車の編成

  - プエルト・マデロ - カバシート間は非電化、気動車で運行（運休中）

## ロカ線
ロカ線はプラサ・コンスティトゥシオン駅を拠点に、総延長198kmに及ぶ最長の路線で13系統に分かれており、主要な区間は全て電化されている。乗客数も最も多く、1日に50万人以上の利用客数を数える。1960年代から80年代には日本政府がロカ線電化に貢献し、"Toshiba"と呼ばれる高性能の日本製電車が導入された。1995年より民間の企業であるTMR（Transporte Metropolitano Roca,3路線総合鉄道運営会社メトロポリターノ傘下）の元でサービスが劣化し、電化延伸工事も停滞していたが、2007年よりUGOFEの元で近代化に着手し、2015年より再び国営となった。

### 運行形態
- プラサ・コンスティトゥシオン - キルメス - ラプラタ [13]
  - 交流電化・電車で運行
- プラサ・コンスティトゥシオン - キルメス - ボスケス - テンペルレイ - プラサ・コンスティトゥシオン（「外回り」形態での循環運行）/ボスケス - グティエレス [14]
  - プラサ・コンスティトゥシオン - キルメス - ボスケス間は交流電化・電車で運行、ボスケス - グティエレス間は非電化・機関車+客車で運行
- プラサ・コンスティトゥシオン - クライポレ - ボスケス - キルメス  - プラサ・コンスティトゥシオン（「内回り」形態での循環運行）/ボスケス - グティエレス[15]
  - プラサ・コンスティトゥシオン - クライポレ - ボスケス間は交流電化・電車で運行、ボスケス - グティエレス間は非電化・機関車+客車で運行
- プラサ・コンスティトゥシオン - グレウ - アレハンドロ・コルン - チャスコムス[16][17]
  - プラサ・コンスティトゥシオン - アレハンドロ・コルン間は交流電化・電車で運行、アレハンドロ・コルン - チャスコムス間は非電化・機関車+客車で運行
- プラサ・コンスティトゥシオン - エセイサ - カニュエラス - モンテ/カニュエラス - ロボス[18][19]
  - プラサ・コンスティトゥシオン - エセイサ間は交流電化・電車で運行、エセイサ - カニュエラス - モンテ/ロボス間は非電化・機関車+客車で運行
- テンペルレイ - アエド[20][注釈 1]
  - 非電化・機関車+客車で運行
- ラプラタ - ポリクリニコ[21]（ラプラタ大学列車）

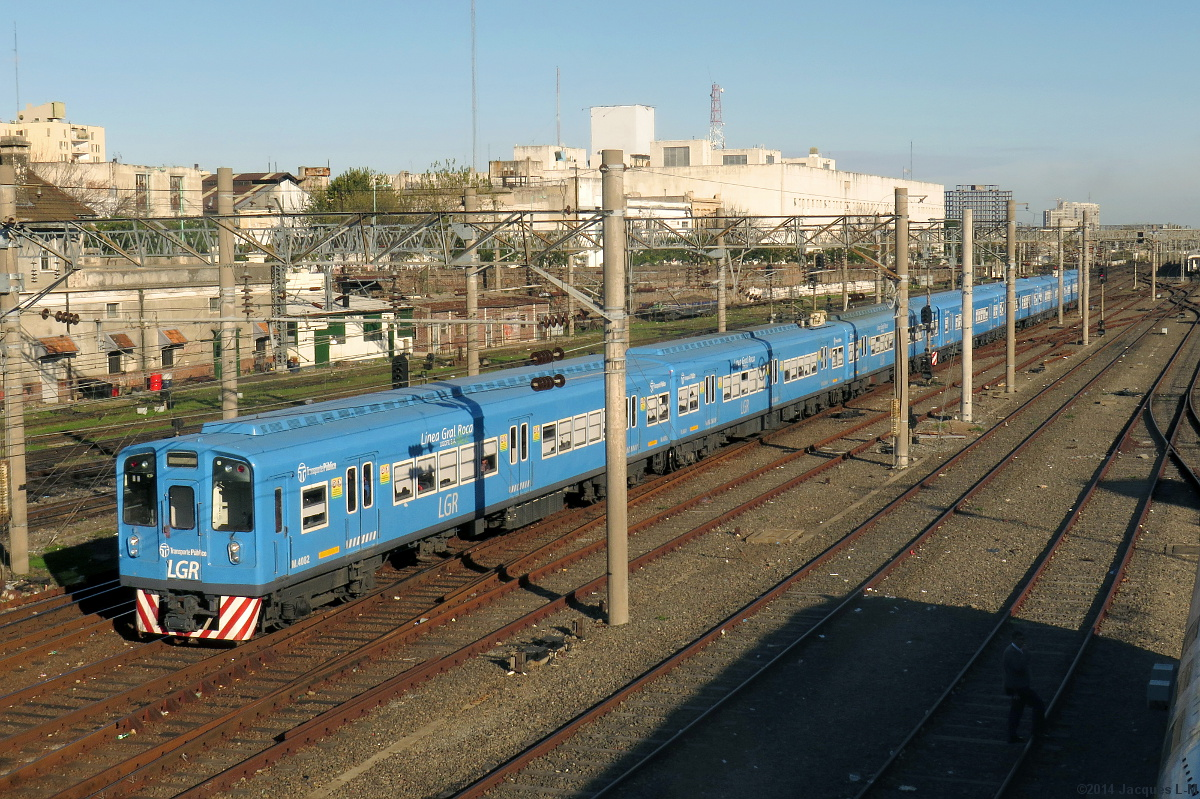
日本製の"Toshiba"電車

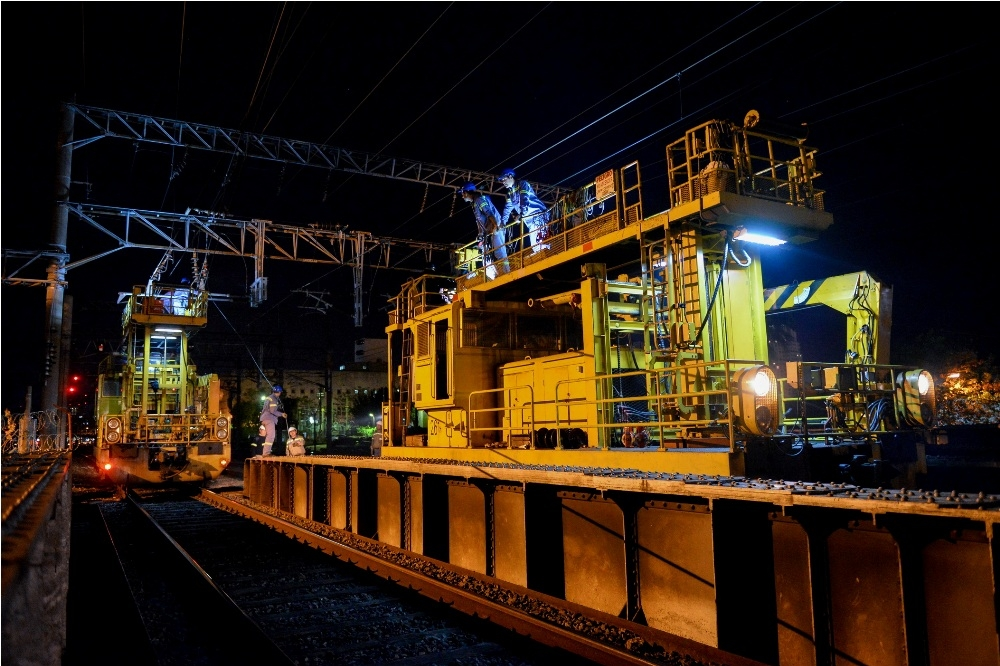
ロカ線で進められている電化工事

  - 非電化・気動車で運行

## ウルキサ線
ウルキサ線は地下鉄B線のフェデリコ・ラクロセ駅と郊外のヘネラル・レモス駅の間で運行され、地下鉄各線と同じメトロビアスによる運営。唯一の1,435mm路線である。

### 運行形態
- フェデリコ・ラクロセ - ヘネラル・レモス
  - 直流電化・電車で運行

## 州内の都市間列車と州間の都市間列車
1857年に鉄道がはじめて建設されて以降、アルゼンチンの鉄道はパタゴニア地方の4路線を除きすべてブエノスアイレスを起点として放射状に国内全土にはりめぐらされ、ブエノスアイレスは陸上輸送の結節点となった。しかし、1990年代の鉄道民営化に伴って国内の旅客列車の多くが廃止となった。
2010年時点の都市間列車運営会社は以下の通りである。
- ミトレ将軍鉄道の中距離を担当するTBA
- ウルキサ将軍鉄道及びベルグラーノ将軍鉄道以外の各路線でブエノスアイレス州内の連絡を担当する州営のフェロバイレス
- ウルキサ将軍鉄道を担当するTEA
- ミトレ将軍鉄道の長距離を担当するフェロセントラル

2013年以降は再国有化の一環として、TEAを除く上記の企業からSOFSE（新アルゼンチン国鉄）に順次これらの列車の運行が移されたが、移行期間の間は一部の列車は上記企業と共同で運行され、2016年のフェロバイレスの運行休止によりひととおりの列車が国鉄の運行に戻った。いくつかの引き継がれなかった路線は運休している。
ブエノスアイレスとロサリオやコルドバを最高時速320 km/hで結ぶ高速鉄道プロジェクトが進行中であるが、資金トラブルが発生し計画は進んでいない。

### ミトレ将軍鉄道
- レティーロ・ミトレ - ロサリオ北[23]
  - 1日1往復[23]

- レティーロ・ミトレ - ロサリオ北 - サンタフェ・ミトレ[24]
  - ロサリオ北 - サンタフェ・ミトレ間は運休、レティーロ・ミトレ - ロサリオ北間は上記列車として１日1往復運行[24]

- レティーロ・ミトレ - ロサリオ北 - コルドバ・ミトレ[25]
  - 週2往復[25]

- レティーロ・ミトレ - ロサリオ北 - ラ・バンダ - サン・ミゲル・デ・トゥクマン・ミトレ[26]　
  - 週2往復[26]

### ロカ将軍鉄道
- プラサ・コンスティトゥシオン - ラマドリード - バイア・ブランカ[27] 　
  - 週3往復[27]

- プラサ・コンスティトゥシオン - コロネル・プリングレス - バイア・ブランカ[28]
  - 2016年より運休中[28]

- バイア・ブランカ - カルメン・デ・パタゴネス（プラサ・コンスティトゥシオン直通）[29]
  - 2011年より運休中[29]

- プラサ・コンスティトゥシオン - マル・デル・プラタ[30] 　 
  - 1日1往復（季節により1日2往復）[30]

- マル・デル・プラタ - ミラマル（プラサ・コンスティトゥシオン直通）[31]　 
  - 2013年より運休中[31]

- プラサ・コンスティトゥシオン - ピナマル[32]
  - 2015年より運休中[32]

- プラサ・コンスティトゥシオン - タンディル[33]　
  - 2016年より運休中[33]

- タンディル - ヴェーラ[33]
  - 2016年より運休中[33]

- プラサ・コンスティトゥシオン - サラディージョ - ヘネラル・アルベアル[34]　
  - 2018年より運休中[34]

- プラサ・コンスティトゥシオン -  5月25日（25 de Mayo） - ボリバル - ダイレアウス[35]
  - 運休中[35]

### サン・マルティン将軍鉄道
- レティーロ・サン・マルティン - フニン[36]
  - 週1往復[36]

- フニン - ルフィノ（レティーロ・サン・マルティン直通）[37]
  - 2017年より運休中[37]

### サルミエント鉄道
- Once - Lincoln  2016年より運休中
- Once - Pehuajó　2016年より運休中
- Once - Chivilcoy - Bragado　週2往復

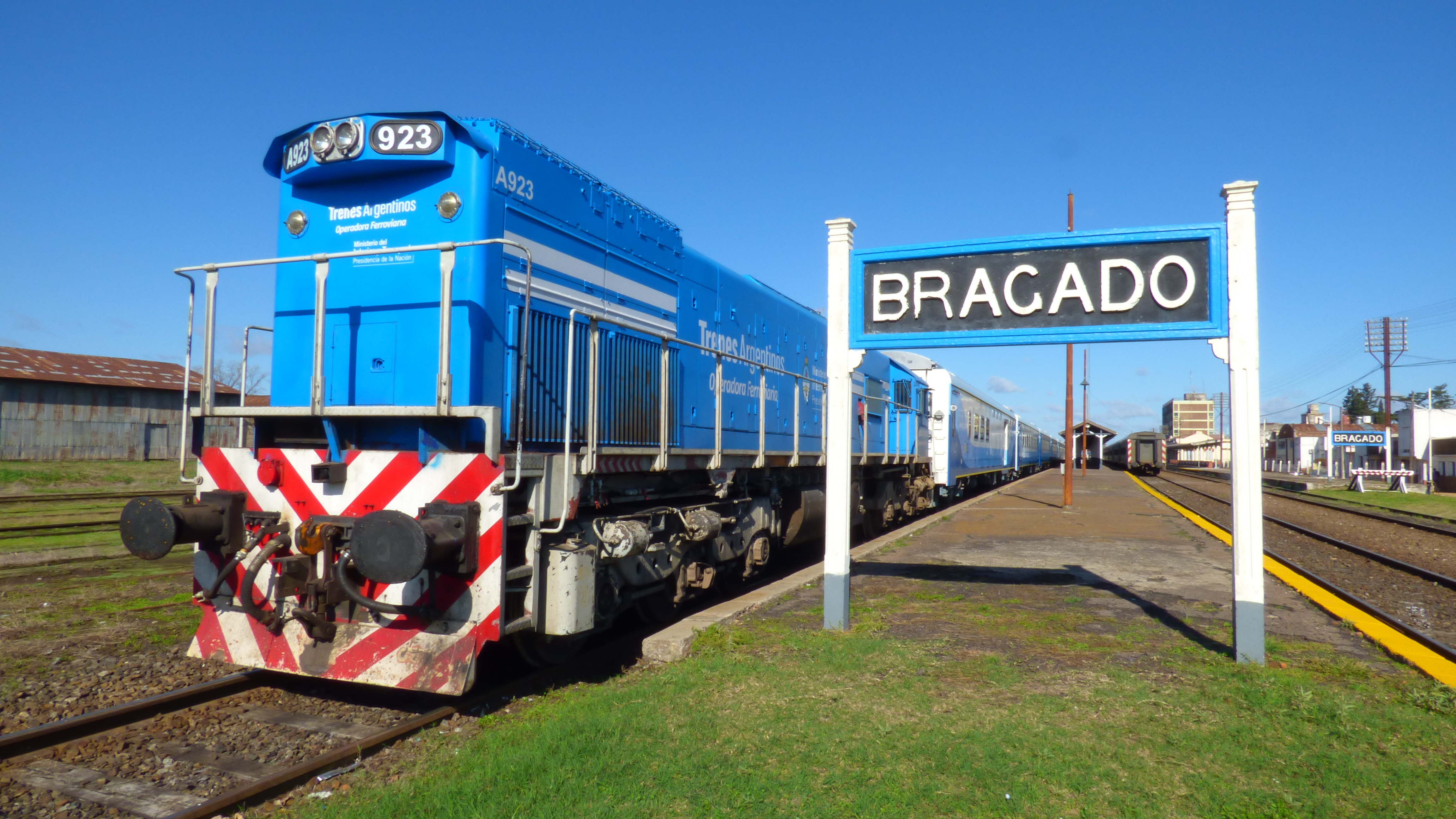
Bragado駅に到着したEMD G22型ディーゼル機関車と中国製客車の編成

- Once - 9 de Julio, Buenos Aires - Carlos Casares　2016年より運休中

### ウルキサ将軍鉄道
- Federico Lacroze - Concordia - Monte Caseros - Posadas　2012年より運休中

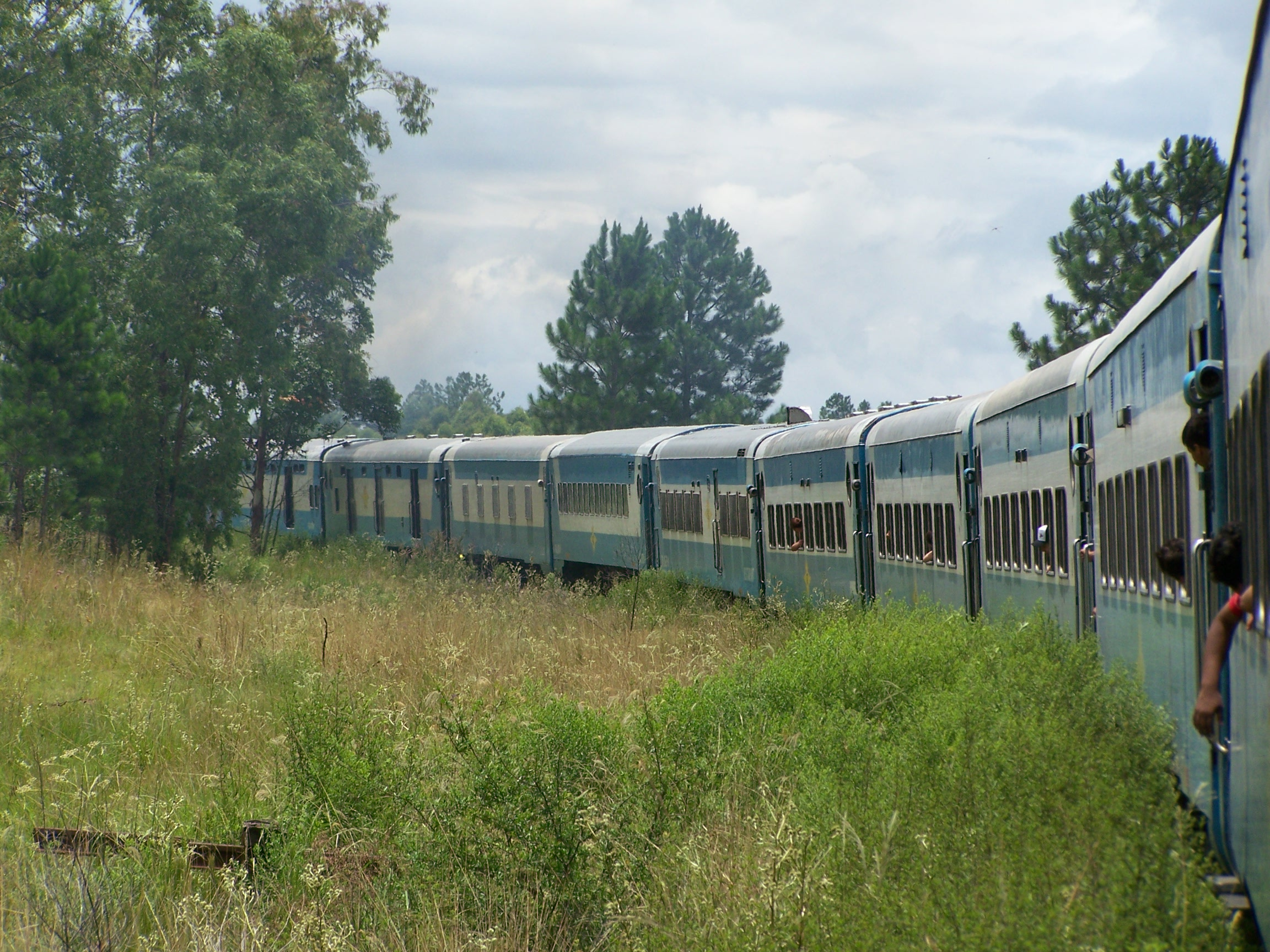
メソポタミカ地方を行く名列車"El Gran Capitan"(Federico Lacroze - Posadas)

### ベルグラーノ将軍鉄道
- 1993年の民営化以降長距離旅客列車は運行されていない。民営化以前はブエノスアイレスとボリビアのラパスを結ぶ列車等国際列車も運行されていた。

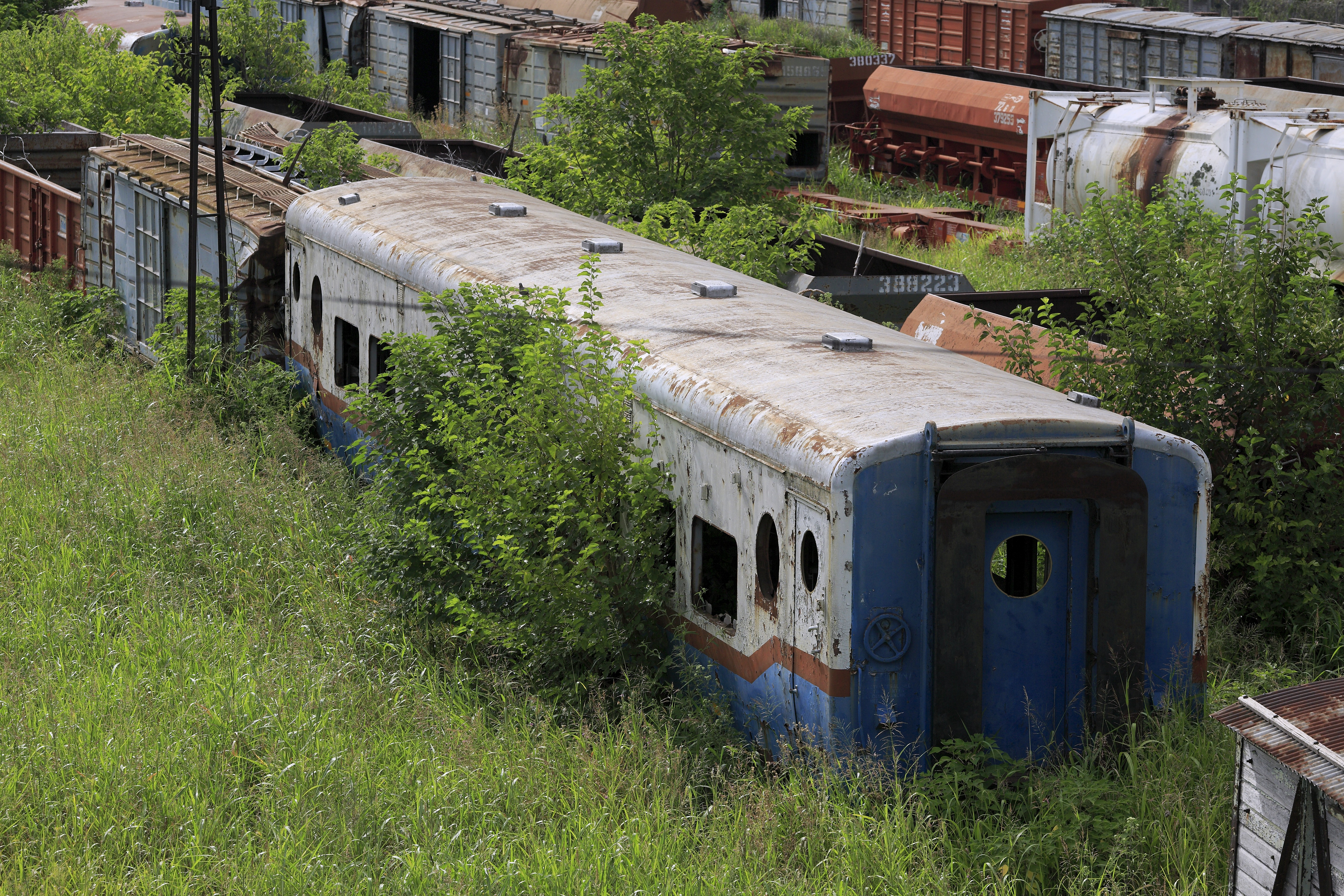
長距離旅客列車の廃止で余剰になったベルグルラーノ将軍鉄道のFiat-Materfer製の客車

## 地下鉄
メトロビアスによってA線・B線・C線・D線・E線・H線の地下鉄(Subte)6路線が運営されている。

## 路面電車（トラム）・LRT
メトロビアスと新アルゼンチン国鉄(SOFSE)がそれぞれ1路線ずつ、計2路線を運営している。
- トランビア・デル・エステ - 2007年に試験的に開業した路面電車路線で総延長は2km。フェロビアスによって運行・運営されていたが、2012年に運行休止となった。

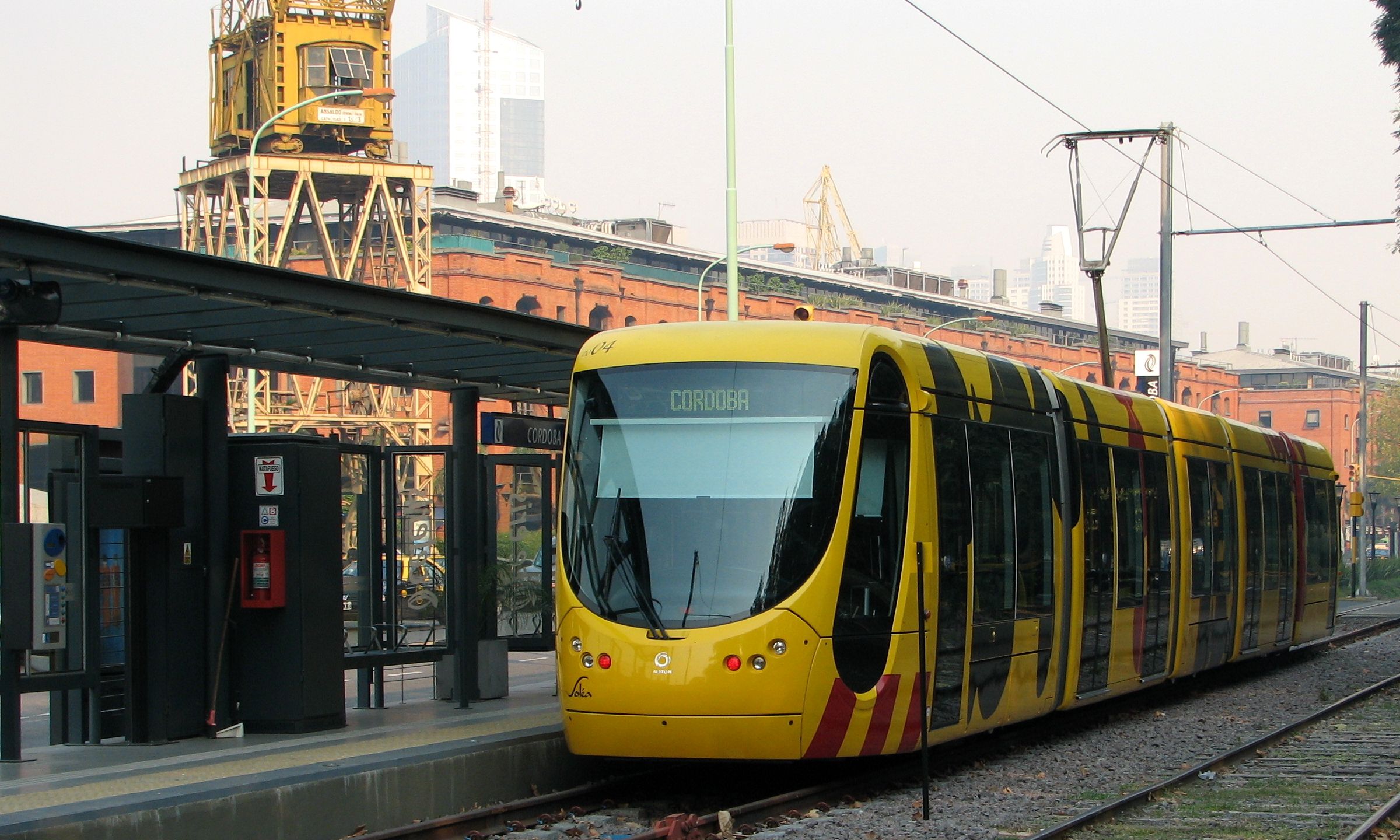
トランビア・デル・エステの車両

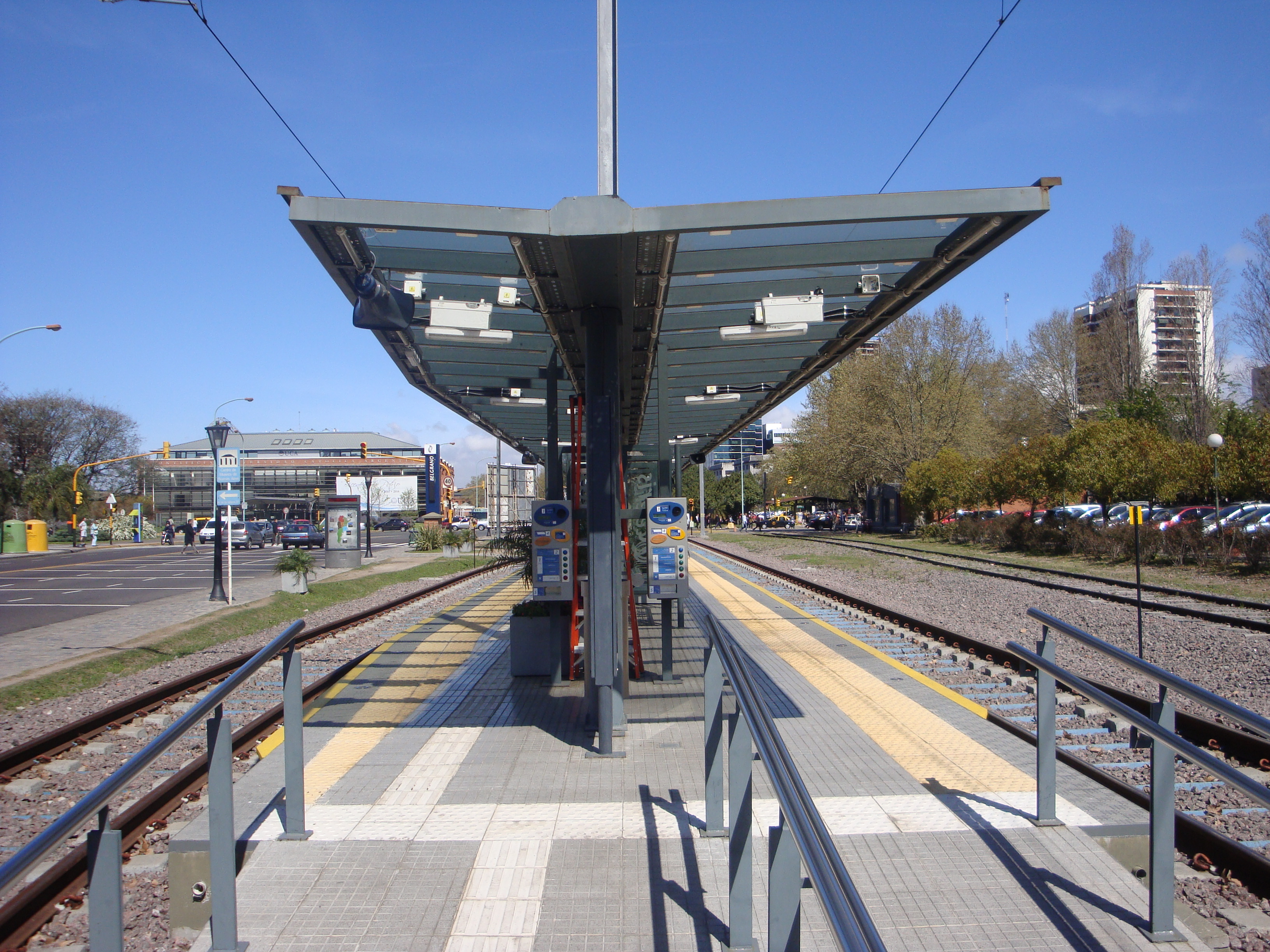
トランビア・デル・エステのベルグラーノ駅

- プレメトロE2線 - 1987年に開通した総延長7.4 kmのトラムである。地下鉄と同じメトロビアスによる運営で、先住民やメスティーソの住民が多い地域の足として利用されている。地下鉄E線のビレーシェス駅とベルグラーノ南線のプレジデンテ・イシャ駅を経由。

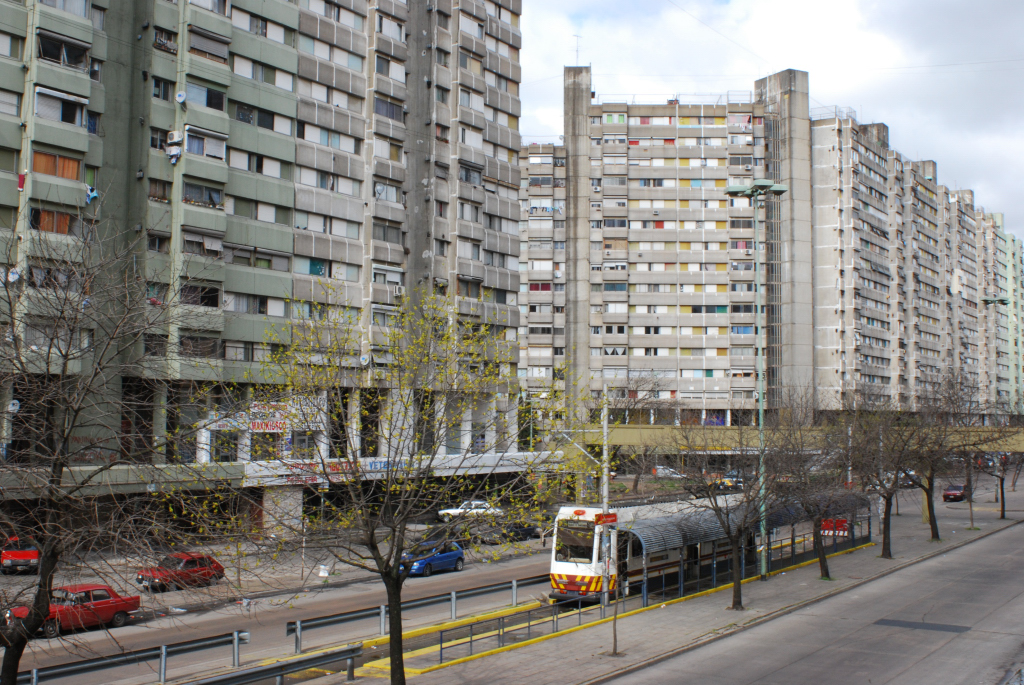
プレメトロE2線

- トレン・デ・ラ・コスタ - LRT（ライトレール）路線であり、アルゼンチン国鉄によって運営されている。名前はラプラタ川の岸(La Costa)に沿って路線が続いていることにちなむ。廃止されたミトレ将軍鉄道（ミトレ線区間）の一部を復活させる形で再利用。